# Pietropawłowka (rejon biełgorodzki)
Pietropawłowka (ros. Петропавловка) – wieś w Rosji, w obwodzie biełgorodzkim, w rejonie biełgorodzkim. W 2010 liczyła 553 mieszkańców.